# 遊戲王SEVENS
《遊戲王SEVENS》（日语：遊☆戯☆王SEVENS）是一部於2020年開播的日本電視動畫，《遊戲王》系列的第七部作品，同時也是該系列動畫的20周年記念之作。該作改由Bridge公司製作並採用不同的人物設計師，定於2020年4月4日早上7:30起在東京電視台首播。
受嚴重特殊傳染性肺炎对日本的影響，本作的第6集及後續集數延期至2020年6月13日開始播出。其後由於疫情居高不下，在7月11日播出總集篇之後再次暫停播出，第10集與後續內容延期至8月8日播出。

## 故事大綱

### 超速決鬥誕生篇
- 第1～13集

故事發生於有未來色彩的葛瓦市，當地的決鬥受到戈哈企業控管。王道遊我認為這種規矩很古板無趣，便自行設計了「超速決鬥」規則，某日他從同學盧克那裡聽到有關決鬥之王的傳說，他戰勝了決鬥之王的立體影像後，成功將新規則安裝至戈哈企業的伺服器，使全市所有決鬥盤一併適用超速決鬥。
葛瓦企業亦對此展開一連串對策，包括刪除網路上所有超速決鬥相關影片、試圖刪除伺服器內的超速決鬥資料、派出調查員接近遊我等等，但所有行動皆以失敗告終。
隨著遊我以直播方式宣傳超速決鬥，且大方承認超速決鬥出自其手，葛瓦市內許多對此備感興趣的小學生蜂擁而至，一探究竟，其中又以小學生樂團「洛亞蘿敏」的主唱「霧島洛亞」的野心最為巨大：將超速決鬥占為己有，改名為「洛亞超速決鬥」。賭上超速決鬥主人之名的3對3車輪戰，以遊我一方獲勝圓滿落幕。

### 極限怪獸篇
- 第14～26集

在遊我和洛亞的決鬥落幕後不久，負責管理葛瓦市地下機構「哲理之庭」的葛瓦企業幹部「西園寺尼爾」為了刪除超速決鬥展開行動，用計奪走凱則的意識資料，以此要脅遊我一行人必須與其派出的刺客對決，率先吞敗6次的一方，將受到全員刪除決鬥帳號的處分。
期間，尼爾利用遊我預留在超速決鬥資料內容的空隙，開發出新的力量「極限怪獸」，更以此尼爾大勝遊我。面對令人絕望的力量差距，遊我在魯克、蘿敏、學人三人的支持下，使用他們的決鬥者ID卡製作出自己的極限怪獸，再度挑戰尼爾，成功反敗為勝，不僅奪回改造的資料，尼爾也對遊我展現出的實力予以肯定，表示不會再出手干預。

### 葛瓦第6小學篇
- 第27～39集

為了增進決鬥實力，遊我、魯克、學人與蘿敏組成社團「超速決鬥社」，展開為期數日的集訓。數日後，因魯克的誤解，超速決鬥社報名參加「喇叭二重唱大會」，到場卻發現其實那是葛瓦第6小學的學生私下主辦的「地下超速決鬥大會」。
就在一行人準備開心自由地決鬥時，葛瓦第6小學重騎械決鬥社闖入會場，不僅高聲喧賓奪主，首領「六葉亞莎娜」更對遊我提出挑戰，運用不知從何入手的極限怪獸擊敗遊我，超速決鬥社被迫轉學至葛瓦第6小學，甚至因為未經允許進行決鬥而受到懲罰，住處被貶至人跡罕至的礦山邊。
然而，其實這些都是遊我刻意為之，為了找出亞莎娜的極限怪獸從何而來，一行人加上之後歸隊的學人手下「七星蘭世」、「七星凜之介」以及前來助陣的葛瓦第2小學恐龍研究社社員「後藤半渡」，踏入礦山一探究竟，一路過關斬將，藉由半渡的特殊能力，在礦山內挖掘出許多廢棄的舊型決鬥盤，從而確定是在一連串巧合下，使用遺留於此地的決鬥者ID卡，製作出極限怪獸。
破解謎底之時，亞莎娜率領重騎械決鬥社將遊我一行人團團包圍，此時遊我提出決鬥邀情，並在決鬥中運用事先挖出的決鬥者ID卡，重新製作出極限怪獸，使自己與亞莎娜站上相同的條件，順利反敗為勝。決鬥後更找出深埋於礦山內的六葉企業產舊型重機械「R0」，以此開導亞莎娜，「固守傳統並非壞事，但有時候接受新事物也是幫助傳統延續下去的必經之路」。

### 組隊大亂鬥篇
- 第40～52集

某日，葛瓦企業收到不具名人士的企劃書，指出「消滅超速決鬥最好的方法，就是將超速決鬥占為己有」，因而宣布即將舉辦「葛瓦超速決鬥大會 組隊大亂鬥」。魯克眼前為之一亮，卻苦惱於葛瓦大會規定隊伍人數僅能3人，超速決鬥社有4人，代表有人必須放棄參賽。
對此，遊我率先表達無意參賽，只想坐在觀眾席為朋友加油打氣，直到大會開幕前，奧提斯突然現身於會場，用決鬥告訴遊我身為超速決鬥開發者的重責大任，令遊我決定代替臨時無法出席的亞莎娜，與田崎加利安、加山雪佛蘭組成「重騎械決鬥隊」。
開幕當天，加利安與雪佛蘭接到亞莎娜的召集令，臨時無法參賽，此時洛亞剛好也失去原先預定的隊友，在蘿敏的搓合下，兩人決定組隊，再邀請獲得葛瓦企業特許重發決鬥者ID卡的尼爾，組成「遊我尼爾with R隊」，正式參戰。
大會開始前數日，開始出現「有人得到極限怪獸」的傳聞，尼爾利用大會進行調查，得知散布極限怪獸卡的始作俑者就是後藤半渡，更進一步得知有個名為「葛瓦66」的組織暗中幫助半渡在葛瓦第6小學礦山進行開挖。重騎械決鬥社便是因為察覺此事，才臨時無法參賽，在亞莎娜等人的奮戰下，他們成功打倒「葛瓦66」，卻發覺幕後黑手另有其人……
此時，超速決鬥大會迎來尾聲，決賽為「遊我尼爾with R隊」對陣「魯克王與他的部下們」，蘿敏戰勝洛亞，尼爾與學人平手，魯克戰勝遊我，以魯克三人組獲得大賽優勝作結。
但在第三局決鬥期間，遊我拜託戈哈第5小學的「宇宙作戰決鬥隊」進行觀測，在大賽上爆出一個驚人的事實：葛瓦企業的決鬥伺服器存在於月球表面，而且是以雕刻岩石的方式儲存資料，而且大賽期間，奧提斯駭入伺服器，並利用大賽中的每一場超速決鬥為媒介，實行「即時反安裝超速決鬥程式」。雖然遊我和魯克可以中斷決鬥來避免超速決鬥被徹底刪除，但這也意味著不能再進行任何超速決鬥，等同於失去超速決鬥。事已至此，兩人都選擇完成決鬥，而在決鬥落幕的瞬間，超速決鬥也確實被完全刪除。然而，遊我並未坐以待斃，而是在決鬥的同時，透過凱則再度駭入伺服器，實現了「即時重新安裝超速決鬥程式」，並且由於這次使用的資料記錄體為月面的太空垃圾，單憑葛瓦無人機無力干涉，成功保住超速決鬥。

### 葛瓦六社長篇
- 第53～67集

某日，葛瓦企業真正的六社長們從宇宙回到地球接管公司，六人包括遊路、遊仁、遊花、遊蘭和遊王。與此同時，遊我等人結識了穿著布偶裝的神秘同學「咕嚕咕嚕」。得知月球的超速決鬥機器人被六兄弟束縛，唯有在超速決鬥中勝出才能保住機器人。為此，遊我等人一一與六兄弟決鬥，前三位社長因戰敗而失去社長職位。遊蘭則因遊王和社長無人機的算計而出局，遊王獨攬大權。遊王利用強大的「聚合召喚」擊敗遊我。
此期間，魯克的身體意外被來自外太空的龍頭頭盔接管而化身成「The☆魯克人」，擁有「聚合」卡的他先行擊敗了遊王。得知The☆魯克人的身世後，遊我與對方發起決鬥並最終勝出。The☆魯克人在遊我等人的幫助下了卻心願，放魯克恢復自由之身，自己則再度飛回宇宙，展開漫長旅程。與此同時，大量的「聚合」卡從外太空散落至城市各地，使許多決鬥者都擁有了此卡。
遊我獲勝後向遊王提出交換條件，可以不解除遊王的社長職務，自己也願意入職葛瓦企業，但同時要求讓遊路、遊仁、遊花、遊蘭復職社長，並解開超速決鬥機器人身上的所有枷鎖。

### 葛瓦企業篇
- 第68～79集

遊王答應遊我的交換條件，但面對遊我及兄姊們對自己的行為既往不咎，遊王感到不自在，在蘿敏與學人的開導下才想通，接受一切。不久，遊我入職葛瓦企業，並在尼爾的建議下，魯克、學人、蘿敏、咕嚕咕嚕、蘭世、凜之介、良雄與良雄的好友雅彥、俊彥也一併入職，同時，美美調職回到葛瓦企業總部上班。任職期間，魯克在葛瓦企業地下發現了一座印卡工廠。公司某日發生「決鬥殭屍」事件，雖然後來證實只是公司的活動，但唯獨咕嚕咕嚕沒有恢復原狀。後來得知，咕嚕咕嚕受到葛瓦第5小學昆蟲決鬥社「七星奈奈穗」的影響，對方似乎正在密謀著某計畫。美美認為遊我可能就是第六位葛瓦社長，但後來證實只是誤會，與此同時昆蟲決鬥社也在阻礙遊我等人。上城大華則警告遊我和魯克不要接觸昆蟲決鬥社。
殭屍狀態的咕嚕咕嚕在地下印卡工廠受到不知情的遊王影響，導致真面目——隱藏的第六位社長「葛瓦·遊牙」覺醒，並以強大的實力和禁忌之卡「死者甦醒」擊敗遊王，遊王為此失去記憶。昆蟲決鬥社揭曉為遊牙效命。之後，遊我向遊牙發起決鬥，但中途因體力不支倒下，改由魯克接手；最後魯克利用遊我的牌組成功擊敗遊牙，但此決鬥中的「死者甦醒」導致學人、蘿敏、亞莎娜和尼爾失去了關於超速決鬥的所有記憶。

### 決鬥王篇
- 第80～92集

遊牙和昆蟲決鬥社暫時撤退，遊我從昏迷中醒來後發現學人等失去記憶，便和魯克及剩餘的同伴們一起想辦法幫助他們恢復記憶。
遊牙在一場決鬥中擊敗了奧提斯，並用「死者甦醒」令對方失憶，並在最後摧毀了所有的「死者甦醒」及工廠。
與此同時，城市的決鬥者們都各自開發著自己的決鬥規則，最終可能導致系統超載。
魯克想到利用重演過去發生的事來令失憶者恢復過往的記憶，但失敗了。凜之介和蘭世選擇透過超速決鬥喚醒學人的記憶，其他人紛紛效仿，賽巴斯汀成功喚醒尼爾的記憶，田崎加利安、加山雪佛蘭、象明寺加塔皮利歐也成功喚醒亞莎娜的記憶；遊我在演唱會上挑戰洛亞，指出他沒有失去記憶，同時得知蘿敏打算單飛出道。
遊我等人來到蘿敏單飛出道演唱會現場，成功喚醒蘿敏的記憶，蘿敏也因此被迫在單飛和超速決鬥之間作出選擇，公主G要求蘿敏以超速決鬥做個了結，最終蘿敏戰勝公主G，決定回到遊我等人身邊。
葛瓦六社長成功集齊「SEVENS」之書，得知完整的故事，得知奧提斯的真正目的；奧提斯召集手下綁架遊牙，自曝並未失去記憶，並打算摧毀世上所有決鬥。
遊我等人循線找到葛瓦第7小學地下，發現大量上城家的報廢手錶，大華現身阻擋魯克，聲稱要看著決鬥消失，並要求弟弟繼承家業，魯克不服展開挑戰並獲勝，在決勝的瞬間觸發報廢手錶的特殊功能，導致整個葛瓦市與月球上的無人機陷入停電，而這正是大華的真正目的。
亞莎娜找出自家企業用過的舊式太空船，經由多方合作維修與製造燃料，成功在停電狀態下發射升空，遊我、魯克、學人、蘿敏、洛亞、尼爾、亞莎娜飛向月球，控制超速決鬥機器人，但奧提斯也駕駛巨大機器人現身阻擋，雙方展開決鬥。
決鬥接近尾聲時，奧提斯的機器人飛到月球背面，遊我命令凱則將其他六人趕出機器人外，交給同樣來到月球的葛瓦六手足，打算獨自與奧提斯同歸於盡。
魯克不願見到遊我自我犧牲，呼喚魯克人前來，再度闖入超速決鬥機器人內部，與遊我一決勝負。
最終遊我獲勝，成為「決鬥王」，將自己的決鬥者ID卡製成最後的「第七王道魔術師」交給魯克，並將他逐出機器人內部，與凱則一同面對奧提斯並順利取勝，兩台巨大機器人以光速衝入亞空間，就此消失，超速決鬥也隨之絕跡。
兩年後，魯克等人升上葛瓦第八中學，但魯克長期鬱鬱寡歡，直到某日，某個不明飛行物體從外太空墜入大氣層，魯克手中的「第七王道魔術師」漸漸恢復為決鬥者ID卡，決鬥盤也再次成功進入超速決鬥模式，一切的一切都暗示了遊我凱旋歸來。

## 登場人物

### 主要人物
王道遊我（Yuga Oudou）
聲：石橋陽彩（日本）；馮詠恩（香港）
本作主角，就讀葛瓦第7小學五年級。個性正向、開朗，偶爾會耍點小聰明，喜歡決鬥與發明，稱自己的發明為「王道」。認為由大人管理的決鬥讓人享受不起來，夢想是推廣自己設計出的「超速決鬥」，讓大家重拾笑容，但也被葛瓦企業盯上。受到奧提斯的激勵而想成為「決鬥之王」。
葛瓦超速決鬥大會時，原先預計與田崎加利安、加山雪佛蘭組成「重騎械決鬥隊」參賽，之後因兩人開幕前緊急退賽，改與洛亞、尼爾組成「遊我尼爾with R」隊參賽。
第69集入職葛瓦企業，擔任「超菁英部門-決鬥事業總部-中央管理部-哲理課」的課長。
使用複合種族的牌組，主要是魔法使族，以「第七王道」系列卡牌為主力，王牌怪獸為奧提斯所贈的「第七王道魔術師」。
二度短暫持有極限怪獸「超魔機神 超人巨霸王」，第一次是在第25集，使用魯克、學人與蘿敏的ID卡製作而成，第26集決鬥結束後復原；第二次是在第38集，使用遺留在舊型決鬥盤試作品內的舊ID卡製作而成，但在該集結尾便因為舊ID卡破損而消滅。第45集，在尼爾、洛亞和亞莎娜的幫助下獲得極限怪獸「灰霸炎神 瓦斯特瓦爾坎」，但卡片狀態一直都不太穩定。
第70集的決鬥途中，在停電的影響下，「灰霸炎神 瓦斯特瓦爾坎」重新生成新的極限怪獸「超魔旗艦 超人巨霸王」。
第67集在決鬥途中以肉身抵擋葛瓦人工衛星碎片的衝擊，成功取得「聚合」卡，聚合召喚出擁有新種族「魔導騎士族」的聚合怪獸「魔導騎士-第七帕拉丁」。
上城龍久／魯克（Tatsuhisa Kamijou／Luke）
聲：八代拓（日本）；（香港）
遊我的同級生，自稱「葛瓦第七小學首席決鬥者」，個性古怪但決鬥實力堅強，和遊我一樣想成為「決鬥之王」。具有徒手使機械暫停運作的能力，一天可使用兩次。
葛瓦超速決鬥大會時，與學人、蘿敏組成「魯克王與他的部下們」隊參賽，一路過關斬將，贏得優勝。
第69集入職葛瓦企業，創立了「魯克事業總部」，同時擔任總部長、其中的「魯克部」的部長與「魯克課」的課長。
使用龍族的牌組，王牌怪獸為「連擊龍 多拉基亞斯」。
The☆魯克人（The☆Lukemen）
聲：八代拓
第62集登場。魯克戴著龍頭頭盔的狀態下的化身，形象來自年幼繪製的漫畫，頭盔則來自葛瓦公司的神祕社長無人機。魯克人狀態下，行動時有著特攝風格，且能使用來自葛瓦衛星的「聚合」卡，聚合召喚出擁有新種族「超龍族」的聚合怪獸「超擊龍 多拉基亞斯之星F」。脫離頭盔後，魯克本人對此毫無記憶，聚合卡也不知去向。第66集揭露真面目，其意識為各種因緣巧合下誕生的電子生命體，流入社長無人機返回地球時巧遇魯克，因而附身魯克行動。第67集，在遊我等人的幫助下了卻心願，放魯克恢復自由之身，自己則再度飛回宇宙，展開漫長旅程。
蒼月學人（Gakuto Sougetsu）
聲：花江夏樹（日本）；張振熙（香港）
葛瓦第7小學六年級的學生會長。個性認真，身為決鬥流派「蒼月流」後裔的關係，而對現在的決鬥方式的正確性不加以懷疑。
葛瓦超速決鬥大會時，與魯克、蘿敏組成「魯克王與他的部下們」隊參賽，一路過關斬將，贏得優勝。
第69集入職葛瓦企業，擔任「管理總部-社內規律監督部-認真課」的課長。
牌組以日本傳統風情為主題，王牌怪獸為「魔將 亞梅魯拉」、「魔將 奇梅魯拉」、「魔將 塞梅魯拉」、「魔仙斗 冰雪朱雀」、「魔仙斗 守禮朱雀」與「月魔將 奇美露娜」。
霧島蘿敏（Romin Kirishima）
聲：楠木燈（日本）；楊婉潼（香港）
遊我的同班同學，洛亞的堂妹。成績優秀、運動萬能，更是小學生樂團「洛亞蘿敏（RoaRomin）」的人氣吉他手。初期雖然自稱對決鬥沒有興趣，但實際上一直很想嘗試。
在忍耐到達極限（飢餓、想哭等）的狀態下會激發出巨大的潛能紅眼，決鬥能力會大幅提升，於中後期放棄了紅眼模式，改為使用CAN:D為核心的卡組。
葛瓦超速決鬥大會時，與魯克、學人組成「魯克王與他的部下們」隊參賽，一路過關斬將，贏得優勝。
第69集入職葛瓦企業，在本人要求下分配到「福利厚生事業總部-社員食堂部-肚子餓課」。
使用超能族的牌組，王牌怪獸為「彩光的首席吉他手」、「碎光的超能力突襲者」、「夢弦的音階固定器」與「糖糖玉立美少女」。為了掩飾間諜身分，所以劇中首次決鬥借用遊我的備用牌組。
凱則（Kaizou）
聲：小林裕介（日本）；吳茵（香港）
被遊我改造過的無人機，備有高度人工智慧，性格鮮明，雖然製作者是遊我，但常常見色忘友。常常跟賽巴斯汀針鋒相對。
人工智慧的資料曾被尼爾用計奪走，並以此要脅遊我等人接受挑戰，期間只有一小部分的備份資料殘留在機械腳踏車的座墊裡。在遊我與尼爾決戰時，為了讓遊我成功安裝極限怪獸的資料而犧牲掉此部分的備份資料，因此之後凱則的主要意識資料並不知道這段期間的事情。
名字就是「改造」的意思。
使用光屬性機械族的「閃光社員」牌組，王牌怪獸為「暗黑閃光社員王 黑心老闆」。

### 葛瓦第7小學
上城大華／TIGER（Haruka Kamijo／Tiger）
聲：上條沙恵子（日本）
魯克的姊姊，六年級管弦樂社的社長和格鬥家，各方面凌駕於魯克之上，擅長格鬥術及自創呼吸法「虎吸」。
幼時在亞莎娜的爺爺介紹下認識亞莎娜，兩人曾是要好的玩伴，但在某個下雪的日子，因為一些誤會招致大華的不諒解，兩人漸行漸遠，直到第48集的決鬥時，經由雪佛蘭說出當時的真相，才冰釋前嫌。
使用風屬性戰士族的「樂姬」牌組，王牌怪獸為「重樂鬼 合奏戰姬」與「神樂鬼 巴松管神指」。
七星蘭世（Ranze Nanahoshi）
聲：鎌倉有那（日本）
學生會副會長，蒼月流密探軍團「花牙軍團」團長，凛之介的雙胞胎姊姊。
在拜離學人之後投靠尼爾，雖不被接受仍然幫忙調查散布大量極限怪獸卡的組織真面目。
第50集深受學人感動而重回學人麾下。
第69集隨著學人入職葛瓦企業，擔任其部下。
使用地屬性植物族的「花牙」牌組，王牌怪獸為「花牙女忍 異邦人蘭世」、「真花牙女忍 花環佳蘭德」與「花牙蘭獅子 細葉榕丸」。
七星凛之介（Rinnosuke Nanahoshi）
聲：小林千晃（日本）
學生會書記，蒼月流密探軍團「花牙軍團」副團長，蘭世的雙胞胎弟弟。
第69集隨著學人入職葛瓦企業，擔任其部下。
使用地屬性植物族的「花牙」牌組，王牌怪獸為「花牙忍 加特凜」。
咕嚕咕嚕
聲：伊瀨結陸（日本）
身穿變色龍裝的內向學生，有「咕嚕咕嚕」的口癖，魯克以此為他命名，本名起初不詳。在首次嘗試超速決鬥後加入遊我等人的超速決鬥社。第69集入職葛瓦企業，擔任「魯克課」的一員。其真面目為葛瓦企業的第六位社長「葛瓦・遊牙」。
雖在劇中進行過兩次決鬥，但兩次都是使用借來的牌組，未擁有自己的牌組。

### 葛瓦企業
安立美美（Mimi Atachi）
聲：鈴木梨央（日本）；植婉雯（香港）
轉學至葛瓦第7小學的女學生，真實身份為葛瓦企業最高幹部「六邊頂點」的No.6。外貌和小學生一般，但其年齡達37歲，育有一子良雄。
第28集時降職為一般職員，而後第32集陰錯陽差當上社長，第54集隨著葛瓦六社長回歸而再度降職為葛瓦圖書館的職員，第71集調職回總公司，進入「能源開發部-葛瓦尼姆課」，結局成為副社長。
使用水族的牌組，怪獸形象多源於《遊戲王》系列初期的女性外觀怪獸或卡圖形象，最初以日本泡沫經濟的流行裝扮為主題，當上葛瓦社社長後以看守所為主題，王牌怪獸為「小白臉之神 蒂安凱特」和「監獄之神 蒂安凱特」。
西園寺尼爾（Nail Saionji）
聲：松岡禎丞（日本）
負責葛瓦市地下管理機構「哲理之庭」的葛瓦企業幹部，也是名11歳的天才決鬥者。信奉與遊我「王道」對立的「哲理」，決鬥實力與電腦工程能力都相當優異。「極限召喚」的開發者。
敗給遊我後，原先因為累積6個懲罰標記而遭到禁止使用帳號的處分，但在超速決鬥大會時得到葛瓦企業特許，恢復自由之身，並與遊我、洛亞組成「遊我尼爾with R」隊參賽。
第65集代表葛瓦企業出戰亞莎娜，敗退之後向遊王請辭，並留下決鬥盤與決鬥者ID卡以示決心，即使後來得到遊王允許復職也並未返回公司，而是建議遊我帶著朋友們一同入職。
使用光屬性網域族的「機靈」牌組，王牌怪獸為極限怪獸「天帝龍樹 世界樹龍」。
賽巴斯汀（Sebastian）
聲：多田野曜平（日本）；李家傑（香港）
尼爾的管家，配備高度人工智慧的按摩椅，以「按摩椅王座」自居，對尼爾相當忠誠，常常跟凱則鬥嘴。
使用以椅子為主題的闇屬性牌組，王牌怪獸為「暗黑王座」、「伊蘇的冥王 達由」與「伊蘇的鏡王 達由・艾比斯」。

### 葛瓦第6小學重騎械決鬥社
六葉亞莎娜（Asana Mutsuba）
聲：高橋未奈美（日本）
六葉重機械公司的千金，葛瓦第6小學重騎械決鬥社的社長，持有一輛名為R6的小型挖土機。為了消滅超速決鬥而對上遊我等人。
葛瓦超速決鬥大會時，原先預計跟加利安、雪佛蘭組成「重騎械決鬥隊」參賽，卻在報名期間為了調查葛瓦第6小學礦山的異狀而取消出賽。
使用地屬性幻龍族的「幻刃」牌組，王牌怪獸為「幻刃龍 構築龍」與極限怪獸「幻龍重騎 高熱鬥輪挖掘機」。
田崎加利安（Gyarian Tazaki）
聲：中村光樹（日本）
葛瓦第6小學重騎械決鬥社的參謀之一，就讀六年六班，持有一輛名為GG03的小型挖土機。
葛瓦超速決鬥大會時，原先預計跟亞莎娜、雪佛蘭組成「重騎械決鬥隊」參賽，但報名期間亞莎娜抽不開身，找到遊我遞補後自己又被亞莎娜召回，只能取消出賽。
使用地屬性機械族的牌組，王牌怪獸為「鑽孔軸心鑽」與「盾鑽孔金剛」。
加山雪佛蘭（Chevelle Kayama）
聲：佐藤祐吾（日本）
葛瓦第6小學六年級重騎械決鬥社的參謀之一，家族經營著白崎加山宅配便，就讀六年六班，帶著一隻同樣是參謀的鴿子「陷鴿」。
葛瓦超速決鬥大會時，原先預計跟亞莎娜、加利安組成「重騎械決鬥隊」參賽，但報名期間亞莎娜抽不開身，找到遊我遞補後自己又被亞莎娜召回，只能取消出賽。
使用鳥獸族的牌組，擅長運用多重陷阱卡來妨礙對手，王牌怪獸為「幻書鴿騎士 夜幻騎士」。
象明寺加塔皮利歐（Caterpillio Zomyoji）
聲：堀井茶渡（日本）
葛瓦第6小學六年級重騎械決鬥社社員。平時戴著面具，身後揹著扳手和螺絲起子，擁有瞬間拆解任何東西的技能。
使用獸族的牌組，王牌怪獸為「獸軌動 機械巨象」。

### 葛瓦六社長
葛瓦企業真正的社長們，聲稱畢業於「葛瓦宇宙小學」而回歸，一旦戰敗就會被解除社長職務。
葛瓦企業歷任社長皆由超級電腦選出，六社長為歷代首次出現的小學生社長，各自分別代表一種怪獸卡屬性。
葛瓦・遊路
聲：江口拓也（日本）
長男，第一位出戰的社長，提出「騎行超速決鬥」的決鬥邀請。語句中時常穿插賽車用語。戰敗後入學葛瓦第7小學。
使用風屬性的牌組，怪獸們都有「鳥類」的特徵，王牌怪獸是「空氣方程式飛鷹」。
葛瓦・遊仁
聲：矢野正明（日本）
次男。與地球上的海豚結為朋友後，成為熱愛大海的「海上男兒」，並取得新牌組。戰敗後一度入學葛瓦水產小學。
使用水屬性海龍族的牌組，王牌怪獸是「海龍-戴達羅斯」。
葛瓦・遊香
聲：唯野明里（日本）
長女，排行老三。個性熱血，擅長包含棒球在內的運動，會在決鬥時身兼實況主播。
使用炎屬性戰士族的牌組，王牌怪獸是「背號39號 球兒皇霍姆」。
葛瓦・遊蘭
聲：齊藤壯馬（日本）
三男。平時沉默寡言，擅長收集情報並轉化為戰略的劍術高手。身旁跟隨老闆娘無人機。
第62集本想利用遊王戰敗一事使遊王陰謀崩盤，不料遊王手中持有另一枚社長徽章，還反過來被遊王揭穿其私下找被解除職位的手足們開會，以「企業背信」之名解除社長一職。
使用地屬性戰士族通常怪獸的牌組，王牌怪獸是「千年盾」。
葛瓦・遊王
聲：山下大輝（日本）
四男，據傳為葛瓦前五社長中實力最強者，人稱「操偶師」。暗中策劃陰謀，提出戰敗就得失去社長之位的決策，目的是令其他社長們戰敗，獨攬葛瓦企業大權。就讀葛瓦宇宙小學期間，從撞擊校地的宇宙垃圾中回收「聚合」卡，並在回到地球後加以研究，開發出全新的召喚方式「聚合召喚」。
第77集輸給遊牙，被施以「決鬥封印」，而變成一個喜歡玩偶的單純男孩。
第88集恢復記憶
使用光屬性的牌組，王牌怪獸是擁有新種族「生化族」的聚合怪獸「金屬徽章 阿修羅巨星」、「金屬徽章 弗栗多巨星」與「金屬徽章 眼鏡王蛇巨星」。
葛瓦・遊牙
聲：伊瀨結陸（日本）
五男，隱藏的第六位社長，擁有和遊我相仿的外貌。個性殘酷、好戰，決鬥實力強大，以對手失敗的神情為樂。企圖奪走禁忌之卡「死者甦醒」，後來被遊王以同樣的卡封印，但也導致五人失去遊牙相關的記憶。被封印後失去記憶，以「咕嚕咕嚕」身份在學校生活。第77集被不知情的遊王解開封印。
使用爬蟲類族的牌組，為了發揮戰術特質，牌組張數罕見地多達60張，王牌怪獸是「捕食火槍變色龍」與「蛻皮的卡雷葛拉變色龍」。

### 葛瓦第5小學昆蟲決鬥社
七星奈奈穗
聲：鷹村彩花（日本）
蘭世和凛之介的堂妹，黑暗氏族「裏七星家」的成員，具有表裡人格，擅長用頭頂的瓢蟲帽洗腦他人；這也導致年幼至現今的遊我害怕著瓢蟲。私下為葛瓦·遊牙效命。
使用昆蟲族的牌組。
美藤卡布托
聲：大町朋裕（日本）
奈奈穗的同夥，戴著獨角仙帽的少年，擁有輕易將人拋飛的力量。
鐮谷桐人
聲：篠田渚王也（日本）
奈奈穗的同夥，戴著螳螂帽的少年，雙側的鐮刀足以劈開鐵門。

### 其他
奧提斯（Otes）
聲：浪川大輔（日本）；郭俊廷（香港）
葛瓦企業前社員，戴著面具的神秘男子，都市傳說般的存在。啟發遊我開發超速決鬥的人。
一切的幕後黑手，認為所有遊戲都應該由小孩主導，然而現今決鬥過於複雜艱深，已經失去初衷，多年前遇見「SEVENS」之書，打算參考書中情節，一步步引導決鬥重生。
在最終決戰後跟遊我一同回到了GO RUSH的年代，但本人目前下落不明，只能知道在穿梭時空的過程中其亞斯達瑪被分離出去成為了貝爾加星人的創造主。
每次登場的牌組主軸都不同，但主題皆為系列初代主角群擁有的知名怪獸，如「青眼白龍」、「真紅眼黑龍」、「惡魔的召喚」。
實際使用只有暗屬性怪獸的「第七王道」牌組，王牌怪獸為聚合怪獸「暗黑第七魔術師」。
霧島洛亞（Roa Kirishima）
聲：古田一紀（日本）；張添勝（香港）
蘿敏的堂哥，高人氣小學生樂團「洛亞蘿敏」的主唱。掌握著蘿敏的某個秘密，藉此控制蘿敏，命令她執行各種行動，包括「偷拍遊我一行人的行動」、「對魯克植入決鬥之王的傳說」等等。
葛瓦超速決鬥大會時，原先預計跟樂團成員宇士郎、月太組成「洛亞宇士郎月太」隊參戰，卻在開幕賽上，因決鬥過程引起隊友誤會，兩人灰心離去，於是在蘿敏搓合下改與遊我聯手，加上遊我找來的尼爾，組成「遊我尼爾with R」隊參賽。
使用光屬性惡魔族的「皇家惡魔」牌組，王牌怪獸為「皇家惡魔 重金屬」、「皇家惡魔 英倫入侵」與「皇家惡魔 死厄運金屬」。
安立良雄（Yoshio Atachi）
聲：永塚拓馬（日本）
葛瓦第7小學四年級生，安立美美的兒子。決鬥時會把自己裝扮成喜愛的世紀末風格。葛瓦超速決鬥大會時，與朋友們組成「世紀末決鬥軍」隊，但並未晉級決賽。第69集入職葛瓦企業，擔任「魯克課」的一員。
使用獸戰士族的「獸機界」牌組，王牌怪獸為「獸機界王 射出機魔鬼金剛」與「獸機界霸者 大卡獅虎王」。

## 主題曲
片頭曲
「ナナナナナナナ」（第1集～第51集）
作詞、作曲、編曲、主唱：佐伯youthK
「ハレヴタイ」（第53集～第90集）
作詞：HAKUEI、Ryuji
作曲：HAKUEI
編曲：tatsuo
主唱：The Brow Beat
片尾曲
「ゴーハ第7小学校校歌」（第1集～第12集、第14集～第26集）
作詞、作曲、編曲：佐伯youthK
主唱：遊我（石橋陽彩）、魯克（八代拓）、學人（花江夏樹）
「ミニスケープ」（第13集）
作詞：eNu
作曲、編曲：馬浏直純
主唱：霧島洛亞（古田一紀）
「ゴーハ第7小学校校歌（ルーク Ver.）」（第27集、第31集、第37集、第42集、第47集）
作詞、作曲、編曲：佐伯youthK
主唱：魯克（八代拓）
「ゴーハ第7小学校校歌（4人合唱 Ver.）」（第28集、第29集、第34集、第35集、第39集、第46集、第48集、第52集）
作詞、作曲、編曲：佐伯youthK
主唱：遊我（石橋陽彩）、魯克（八代拓）、學人（花江夏樹）、蘿敏（楠木燈）
「ゴーハ第7小学校校歌（遊我 Ver.）」（第30集、第32集、第38集、第43集、第45集）
作詞、作曲、編曲：佐伯youthK
主唱：遊我（石橋陽彩）
「ゴーハ第7小学校校歌（ガクト Ver.）」（第33集、第36集、第41集、第50集）
作詞、作曲、編曲：佐伯youthK
主唱：學人（花江夏樹）
「ゴーハ第7小学校校歌（ロミン Ver.）」（第40集、第44集、第49集）
作詞、作曲、編曲：佐伯youthK
主唱：蘿敏（楠木燈）
「Never Looking Back」（第53集～第86集、第88集～第92集）
作詞、作曲：
編曲：渡邊拓也
主唱：
團體：シズクノメ
「Are You Re:D？」（第87集）
作詞：楠木燈
作曲、編曲：馬渕直純
主唱：霧島蘿敏（楠木燈）

## 各集標題
| 集數   | 日文標題                                               | 中文標題                   | 中文標題（香港）            | 劇本          | 分鏡              | 演出                   | 作畫監督                                                                 | 總作畫監督                     |
| ------ | ------------------------------------------------------ | -------------------------- | --------------------------- | ------------- | ----------------- | ---------------------- | ------------------------------------------------------------------------ | ------------------------------ |
| 1      |                                                        | 上吧！超速決鬥！           | 上吧！超速決鬥！            | 竹內利光      | 近藤信宏          | 橋本直人               | 只野和子 松下浩美 福島勇 柳瀬譲二                                        | 只野和子 松下浩美              |
| 2      |                                                        | 飼養惡魔的男人             | 飼養惡魔的男人              | 竹內利光      | 河本昇悟          | 佐々木純人             | 内藤嘉人 柳瀬譲二 CHEN LIANG SHEN XI Seo seung hye                       | 中山初繪                       |
| 3      |                                                        | 蘿敏的秘密                 | 秘密                        | 久尾步        | 近藤信宏          |                        | 馬場龍一                                                                 | 角谷知美                       |
| 4      |                                                        | 再見了，學生會長！         | 再見了，學生會長            | 橫谷昌宏      | 河本昇悟          | 河東秀一               | 岡部實 柳瀨讓二 久木勇樹 渡邊健一                                        | 松下浩美 只野和子              |
| 5      |                                                        | 魯克，男人的戰鬥           | 男人的戰鬥                  | 山口宏        |                   | 三家本泰美             | 古德真美 佐藤瑞基 長谷川一生                                             | 福島勇                         |
| 6      |                                                        | 麵的一面！拉麵決鬥！       | 拉麵決鬥                    |               | 山本裕介          | 高山智也               | 藤崎真吾 中谷友紀子 五十內裕輔                                           | 藤崎真吾                       |
| 7      |                                                        | 轉學生是小學生？           | 轉校生是小學生？            | 野村祐一      | 永居慎平          | 西村大樹               | 山崎輝彥 菅原美智代 上野沙彌佳 Jumondou Seoul                            | 中山初繪                       |
| 8      |                                                        | 世紀末與拿坡里麵           | 世紀末和那不勒斯            | 久尾步        |                   | 森田侑希 加藤峻一      | 柳瀨讓二 糸島雅彥 渡邊健一 石川惠理                                      | 角谷知美                       |
| 9      |                                                        | 美妙的侏儸紀               | 尼斯侏羅紀                  | 野村祐一      | 河本昇悟          |                        | Kim Myeongsim 長尾浩生 三關宏幸 飯飼一幸 野澤弘樹                        | 福島勇                         |
| 特別篇 |                                                        | 遊我與魯克的SEVENS研究所   | 不適用                      |               |                   |                        |                                                                          |                                |
| 10     |                                                        | 恐怖的鬼故事決鬥           | 恐怖鬼故事對決              | 橫谷昌宏      | 古田丈司          | 鈴木勇士               | 只野和子 松下浩美 袴田裕二 內藤嘉人                                      | 只野和子 松下浩美              |
| 11     |                                                        | 忍無可忍！                 | 加曼是極限！                |               | 山田浩之          | 高山智也               | 藤崎真吾 中古友紀子                                                      | 藤崎真吾                       |
| 12     |                                                        | 禁忌的王牌                 | 禁忌王牌                    | 竹內利光      | 河本昇悟          | 橋本直人               | 岡部實 中山初繪 吉田肇 九木勇樹 渡邊健一 南伸一郎                        | 角谷直美 中山初繪              |
| 13     |                                                        | 另一個王者                 | 另一位國王                  | 竹內利光      | 近藤信宏          | 秋山宏                 | 森本由布希                                                               | 森本由布希                     |
| 14     |                                                        | 蘿敏的廚房                 | 露明的廚房                  | 山口宏        |                   |                        | 長尾浩生                                                                 | 福島勇                         |
| 15     |                                                        | 出航！葛瓦水產小學         | 離開                        | 久尾步        | 三家本泰美        | 三家本泰美             | 佐藤瑞基 長谷川一生                                                      | 中山初繪                       |
| 16     |                                                        | 洗淨決鬥的男子             | 男子決鬥                    | 野村祐一      | 藤原良二          |                        | 金子匡邦 野口啓生 菅原浩喜 相原理沙 漢人寬子                             | 角谷知美                       |
| 17     |                                                        | 哲理之庭的貓咪             | 貓在花園裡                  | 山口宏        | 河本昇悟          | 鈴木勇士               | 只野和子 松下浩美 渡邊健一 石川惠理                                      | 只野和子 松下浩美              |
| 18     |                                                        | 抱歉了，月太的機會         | 我很抱歉獲得機會            | 竹內利光      | 近藤信宏          | 高山智也               | 藤崎真吾 下谷美保                                                        | 藤崎真吾                       |
| 19     |                                                        | 王位                       | 王座                        | 野村祐一      | 山田浩之          | 末田宜史               | 菱沼祐樹 小幡公春（パイオニアプロダクション） 吉川佳織（Studioばれっと） | 中山初繪                       |
| 20     |                                                        | 大人是很辛苦的             | 大人很難                    | 久尾步        | 藤原良二          | 橋本直人               | 袴田裕二 糸島雅彥 柳瀨讓二 內藤嘉人                                      | 福島勇                         |
| 21     |                                                        | 見上一麵                   | 與麵條相遇                  | 山口宏        | 石平信司          | 中村憲由               | 飯飼和幸 鐮田耕一 重松慎一 山村俊了                                      | 角谷直美                       |
| 22     |                                                        | 被封印的惡魔               | 封印惡魔                    | 久尾步        | まつもと よしひさ | まつもと よしひさ      | 岡部實 細田萌香 渡邊健一 石川惠理                                        | 中山初繪                       |
| 23     |                                                        | 追尋哲理而尋得之物         | 超出集合的是甚麼            | 野村祐一      | 河本昇悟          | 三好正人               | 只野和子 松下浩美                                                        | 只野和子 松下浩美              |
| 24     |                                                        | 覺悟                       | 準備好了                    | 山口宏        | 永居慎平          | 三家本泰美             | 佐藤瑞基 長谷川一生                                                      | 福島勇                         |
| 25     |                                                        | 夢想、勇氣和友情           | 夢想、勇氣和友誼            | 竹內利光      | 近藤信宏          | 高山智也               | 藤崎真吾 皆川祐輝                                                        | 藤崎真吾                       |
| 26     |                                                        | 極限決鬥！                 | 極限決鬥                    | 竹內利光      | 近藤信宏          | 高田昌宏               | 內藤嘉人 小林一三 袴田裕二 兒玉ひかる                                    | 中山初繪                       |
| 27     |                                                        | 魯克社誕生！               | 路克部誕生                  | 松井亞彌      | 橋本直人          | 橋本直人               | 森本由布希                                                               | 森本由布希                     |
| 28     |                                                        | 集訓！壽司決鬥             | 集訓！壽司決鬥              | うえの きみこ | いまざき いつき   | 有本二朗               | 長尾浩生 Go sungwoon Kim sookyoung Kim Kiyeop                            | 角谷知美                       |
| 29     |                                                        | 加利安，挖開大地           | 加利安挖掘於大地之上        | 野村祐一      | 山田浩之          | 稻葉友紀               | 吉川佳織 菱沼祐樹 楠田悟                                                 | 福島勇                         |
| 30     |                                                        | 戰鬥的虎吸                 | 鬥之虎吸                    | 竹內利光      | 渡部穩寬          | 福元 しんいち          | 金子匡邦 野口啓生 菅原浩喜 漢人寬子                                      | 中山初繪                       |
| 31     |                                                        | 我就是叛逆                 | 叛逆在我叛逆在蟻            | 山口宏        | 高田昌宏          | 菱川直樹               | 只野和子 松下浩美 石川惠理 柳瀨讓二 內藤嘉人                             | 只野和子 松下浩美 森本由布希   |
| 32     |                                                        | 深愛著重機械的公主大人     | 深愛重騎的貴公主            | 松井亞彌      | 近藤信宏          | 高山智也               | 藤崎真吾 皆川祐輝                                                        | 藤崎真吾                       |
| 33     | [ゴーハ第6小学校] 错误：{{Lang}}：缺少语言标签（帮助） | 葛瓦第六小學               | 戈哈第六小學                | 樋口達人      | 山田浩之          | 三家本泰美             | 佐藤瑞基 長谷川一生                                                      | 中山初繪                       |
| 34     |                                                        | 指壓底國的反擊             | 指壓底國的逆襲              | うえの きみこ | 藤原良二          | 小野田雄亮             | 星光 大西陽一 南伸一郎 Revival                                           | 福島勇                         |
| 35     |                                                        | 響徹葛瓦尼姆之聲           | 吹響嗑，戈哈低音號          | 山口宏        | 渡部穩寬          | 末田宜史               | 岡部實 小林一三 袴田裕二 細田萌香 石川惠理 內藤嘉人                      | 角谷直美                       |
| 36     |                                                        | 打開♡蘭世之眼              | 開眼...蘭世之眼             | 野村祐一      | 河本昇悟          | 今中菜菜               | 森本由布希                                                               | 森本由布希                     |
| 37     |                                                        | 咕咕魯克                   | 咕咕路克                    | 松井亞彌      | 中村憲由          | 中村憲由               | 飯飼一幸 鐮田耕一 中野彰子 南伸一郎 山村俊了                             | 中山初繪                       |
| 38     |                                                        | 挖出極限怪獸吧！           | 發掘出極限吧                | 竹內利光      | 近藤信宏          | 橋本直人               | 佐藤瑞基 兒玉 ひかる 石川惠理                                            | 福島勇                         |
| 39     |                                                        | 必使六葉重返榮耀！         | 取回六葉的榮耀吧            | 竹內利光      | 河本昇悟          | 高山智也               | 藤崎真吾                                                                 | 藤崎真吾                       |
| 40     |                                                        | Give Me Jam♪               | GIVE ME JAM                 | 樋口達人      | 渡部穩寬          | 渡邊正彥               | 森田實 上西麻耶 曉・火鳥動畫製作集團                                     | 角谷知美                       |
| 41     |                                                        | 我要放下蒼月流             | 蒼月流還是算吧              | うえの きみこ | 山田浩之          | 福元 しんいち          | 金子匡邦 野口啓生 相原理沙 菅原浩喜 漢人寬子                             | 中山初繪                       |
| 42     |                                                        | 宇宙作戰決鬥隊             | 宇宙作戰決鬥隊              | 山口宏        | 藤原良二          | 三家本泰美             | 佐藤瑞基 長谷川一生                                                      | 福島勇                         |
| 43     |                                                        | 組隊大亂鬥開幕！           | 開幕！組隊大混戰            | 野村祐一      | 菱川直樹          | 菱川直樹               | 只野和子 松下浩美 石川惠理 森本由布希 細田萌香                           | 只野和子 松下浩美 森本由布希   |
| 44     | 不協和音                                               | 不協和音                   | 不協和音                    | 松井亞彌      | 近藤信宏          | 渡邊純央               | 吉田肇 大西陽一 南伸一郎 はっとり ますみ 渡邊純央                        | 中山初繪                       |
| 45     |                                                        | 暴發戶獵人                 | 暴發戶獵人                  | 樋口達人      | 近藤信宏 河本昇悟 | Kazusa                 | 岡部實 袴田裕二 石川惠理 內藤嘉人                                        |                                |
| 46     |                                                        | 回到過去                   | Back to the 過去            | 山口宏        | 影山楙倫          | 山田直 菱川直樹        | 趙清雲 周志傑                                                            | 福島勇                         |
| 47     |                                                        | 逆襲的社員                 | 職員之反擊                  | 野村祐一      | 山田浩之          | 渡邊正彥 菱川直樹      | 清水勝祐 山村俊之 曉・火鳥動畫製作集團                                   | 中山初枝                       |
| 48     |                                                        | 奧義之間的激烈衝突         | 奧義激突                    | 松井亞彌      | 橋本直人          | 菱川直樹               | 森本由布希                                                               | 森本由布希                     |
| 49     |                                                        | 洛亞蘿敏                   | 露亞露明                    | 山口宏        | 山田浩之          | 中村憲由               | 飯飼一幸 鐮田耕一 中野彰子 山村俊了 リバイバル                           | 中山初繪 福島勇                |
| 50     |                                                        | 學人改造進行式             | 學人ing                     | うえの きみこ | 飯島正勝          | 三家本泰美 菱川直樹    | 佐藤瑞基 長谷川一生                                                      | 角谷知美                       |
| 51     |                                                        | 大道vs道路                 | 王道 VS 道路                | 竹内利光      | 近藤信宏 河本昇悟 | 高山智也               | 藤崎真吾                                                                 | 藤崎真吾                       |
| 52     |                                                        | 最後的超速決鬥             | 最後的超速决鬥              | 竹内利光      | 河本昇悟          | 菱川直樹               | 後藤孝宏 櫻井拓郎 嘉村裕之                                               | 中山初繪                       |
| 53     |                                                        | 上吧！超速咕嚕嚕           | 要上了！超速咕嚕            | 野村祐一      | 加藤峻一          | 加藤峻一               | 只野和子 松下浩美 細田萌香 袴田裕二 糸島雅彥                             | 只野和子 松下浩美              |
| 54     |                                                        | 騎行超速決鬥！             | 騎乘超速決鬥                | 竹內利光      | 近藤信宏          | 福元 しんいち          | 金子匡邦 野口啓生 相原理沙 菅原浩喜 漢人寬子                             | 角谷知美 石川惠理              |
| 55     |                                                        | 遊仁與海                   | 遊仁與海                    | 松井亞彌      | 山田浩之          | 工藤寬顯 菱川直樹      | 清水明日香 承山菜美 兒玉 ひかる                                          | 中山初繪                       |
| 56     |                                                        | 勇往擊前                   | 一擊沖天                    | うえのきみこ  | 影山楙倫          | 又野弘道 菱川直樹      | 小林一三 秋元 はるか 清水勝祐                                            | 福島勇 石川惠理 內藤嘉人       |
| 57     |                                                        | 第四位刺客，出劍           | 第四位刺客                  | 樋口達人      | 渡邊純央          | 渡邊純央               | 吉田肇 大西陽一 南伸一郎 清水雄介 德倉榮一 高橋 高へい 渡邊純央          | 森本由布希 中山初繪            |
| 58     |                                                        | 交錯的命運                 | 交錯的命運                  | 山口宏        | 近藤信宏          | 高山智也               | 藤崎真吾                                                                 | 藤崎真吾                       |
| 59     |                                                        | 點單按鈕                   | 點單牡丹                    | 齋藤幸司      | 近藤信宏          | 秋山宏 菱川直樹        | 森本由布希                                                               | 森本由布希                     |
| 60     |                                                        | 可有記起我                 | 可曾記得人家                | 野村祐一      | 近藤信宏          | 山田直 菱川直樹        | 趙清雲 周志傑                                                            | 角谷知美                       |
| 61     |                                                        | 實況！全力超速決鬥         | 實況！力量超速決鬥          | うえのきみこ  | 影山楙倫          | 三家本泰美             | 佐藤瑞基 長谷川一生                                                      | 中山初繪                       |
| 62     |                                                        | The☆魯克人！The☆魯克人！！ | THE路克俠！THE路克俠！      | 樋口達人      | 山田浩之          | 向山鶴美               | Kang Hyeon-guk Hwang Seong-won Lee Seong-jin Kim Jeong-suk               | 福島勇 石川惠理                |
| 63     |                                                        | 第六人                     | 第六之男                    | 松井亞彌      | 山本隆太          | 山本隆太               | 小倉恭平 青木真理子 兒玉 ひかる 清水明日香 館崎大 スタジオマスケット     | 中山初繪                       |
| 64     |                                                        | 齒輪一族                   | 齒輪一族                    | 山口宏        | 近藤信宏          | 福元 しんいち 菱川直樹 | 金子匡邦 野口啓生 菅原浩喜 漢人寬子                                      | 角谷知美                       |
| 65     |                                                        | 孤高的哲理                 | 孤高的哲理                  | いよく 直人   | 影山楙倫          | 高山智也               | 藤崎真吾                                                                 | 藤崎真吾                       |
| 66     |                                                        | 決戰！魔神帝國             | 決戰！魔神帝國              | 竹內利光      | 近藤信宏          | 三好正人               | 中野彰子 兒玉 ひかる 石川惠理 細田萌香                                   | 石川惠理                       |
| 67     |                                                        | 宇宙戰士 The☆魯克人        | 宇宙戰士 T H E 路克俠       | 竹內利光      | 橋本直人          | 橋本直人               | 只野和子 松下浩美 石川惠理 岡部實 內藤嘉人 袴田裕二                      | 只野和子 松下浩美 中山初繪     |
| 68     |                                                        | 遊王的憂鬱                 | 遊王的憂鬱                  | 齋藤幸司      | 近藤信宏          | 秋山宏                 | 森本由布希                                                               | 森本由布希                     |
| 69     |                                                        | 夢魚之地                   | 夢想之地                    | 野村祐一      | 山田浩之          | 三家本泰美             | 佐藤瑞基 長谷川一生                                                      | 中山初繪 石川惠理              |
| 70     |                                                        | 他是，裏七星的人           | 其人是…裡七星               | 樋口達人      | 藤原良二          | 淺見松雄               | 小林一三 粟井重紀 永田有香 稻葉榮                                        | 福島勇 中山初繪 石川惠理       |
| 71     |                                                        | 不要混，很危險             | 危險，請勿混合              | 松井亞彌      | 影山楙倫          | 高山智也               | 藤崎真吾                                                                 | 藤崎真吾                       |
| 72     |                                                        | 夢幻的地下魯克工廠         | 夢幻的地下路克工廠          | 山口宏        | 佐々木真哉        | 佐々木真哉             | 朴馬江 李熙周 服部憲知 酒井kei 向井祐治 金弼康                           | 中山初繪                       |
| 73     |                                                        | 大人的接待超速決鬥         | 大人接待的超速決鬥          | いよく 直人   | 近藤信宏          | 山田直                 | 趙清雲 周志傑                                                            | 角谷知美 石川惠理              |
| 74     |                                                        | 決鬥殭屍                   | 決鬥喪屍                    | 山口宏        | 藤原良二          | 福元 しんいち          | 金子匡邦 野口啓生 菅原浩喜 漢人寬子                                      | 森本由布希                     |
| 75     |                                                        | 遊我的謎團                 | 遊我之謎                    | 松井亞彌      | 山本隆太          | 山本隆太               | 兒玉 ひかる 岡野幸男 承山菜美                                            | 中山初繪                       |
| 76     |                                                        | 無慈悲的老虎               | 無慈悲之虎                  | 野村祐一      | 橋本直人          | 橋本直人               | 細田萌香 中野彰子 袴田裕二 石川惠理                                      | 福島勇 石川惠理                |
| 77     |                                                        | 咕嚕咕嚕醒了               | 甦醒的咕嚕咕嚕              | 樋口達人      | 菱川直樹          | 菱川直樹               | 只野和子 岡部實 兒玉 ひかる 渡邊純央 松下浩美 內藤嘉人 細田萌香          | 角谷知美                       |
| 78     |                                                        | 葛瓦・遊牙                 | 戈哈遊牙                    | 竹內利光      | 河本昇悟          | 三家本泰美             | 佐藤瑞基 長谷川一生                                                      | 中山初繪                       |
| 79     |                                                        | 封印超速決鬥               | 封印超速決鬥                | 竹內利光      | 近藤信宏          | 高山智也               | 藤崎真吾                                                                 | 藤崎真吾                       |
| 80     |                                                        | 葛瓦六手足                 | 戈哈六兄弟                  | 齋藤信司      | 近藤信宏          | 三好正人               | 袴田裕二 細田萌香 中野彰子 石川惠理                                      | 中山初繪                       |
| 81     |                                                        | 那些無可取代的日子         | 無法取代的日子              | いよく 直人   | もりたけし        | 福元 しんいち          | 金子匡邦 野口啓生 菅原浩喜 漢人寬子                                      | 福島勇                         |
| 82     |                                                        | 超速之道                   | 道路 O F T H E 超速         | 野村祐一      | 山田浩之          | 水野健太郎             | 朴馬江 李照周 Lee Hyeonjeong 向山祐治 韓承照 酒井Kei 服部憲知            | 中山初繪                       |
| 83     |                                                        | 旅途的夥伴們               | 旅途上的同伴                | 野村祐一      | 藤原良二          | Kazusa                 | 森本由布希 内藤嘉人 細田萌香 児玉ひかる 石川恵理                         | 森本由布希                     |
| 84     |                                                        | 兩個念頭                   | 兩份心意                    | 樋口達人      | 影山楙倫          | 栗井重紀               | はっとりますみ Lee Jong Man 陳小蘭                                       | 中山初繪                       |
| 85     |                                                        | 王者歸來                   | 王者回歸                    | 樋口達人      | 河本昇悟          | 山田直                 | 趙清雲 周志傑                                                            | 角谷知美 石川恵理              |
| 86     |                                                        | 霧島要退出樂團             | 霧島…要放棄樂隊             | 松井亞彌      | 山本隆太          | 山本隆太               | 岡野幸男 兒玉ひかる 承山菜美                                             | 中山初繪                       |
| 87     |                                                        | 霧島哈密瓜                 | 霧島蜜瓜                    | 松井亞彌      | 近藤信宏          | 高山智也               | 藤崎真吾                                                                 | 藤崎真吾                       |
| 88     |                                                        | 上城齒輪企業的真相         | KGC的真相                   | 山口宏        | 藤原良二          | 福元 しんいち          | 金子匡邦 野口啓生 菅原浩喜 漢人寬子                                      | 中山初繪                       |
| 89     |                                                        | TIGER & DRAGON             | T i g e r a n d D r a g o n | 山口宏        | 菱川直樹          | 菱川直樹               | 中野彰子 岡部實                                                          | 中山初繪                       |
| 90     |                                                        | 飛向宇宙！                 | 前往宇宙                    | 竹內利光      | 河本昇悟          | 三家本泰美             | 佐藤瑞基 長谷川一生                                                      | 福島勇                         |
| 91     |                                                        | 激鬥！超速機器人決鬥！     | 激鬥！超級高速機械人決鬥    | 竹內利光      | 近藤信宏          | 水野健太郎             | 内藤嘉人、石川恵理、細田萌香、佐藤結花、袴田裕二、高瀬言                 | 中山初繪、石川恵理             |
| 92     |                                                        | 決鬥王                     | 決鬥王                      | 竹內利光      | 橋本直人          | 橋本直人               | 只野和子、松下浩美、森本由布希                                           | 只野和子、松下浩美、森本由布希 |

## 海外播映
| 播放地方 | 播放平臺       | 播放日期                                                     | 播放時間                                    | 備註                   |
| -------- | -------------- | ------------------------------------------------------------ | ------------------------------------------- | ---------------------- |
| 香港     | ViuTV          | 2021年4月19日－2021年6月15日                                 | 星期一至三 17:00－17:30                     | 第1～26集              |
| 香港     | ViuTV          | 2023年7月17日－2023年11月1日、2023年11月13日－2023年12月13日 | 星期一至三 17:00－17:30                     | 第27－74集、第78－92集 |
| 香港     | ViuTV          | 2023年11月6日－2023年11月8日                                 | 星期一 16:45－17:15 星期二、三 17:00－17:30 | 第75－77集             |
| 中國大陸 | 嗶哩嗶哩       | 2024年11月9日                                                | 全集上架                                    |                        |
| 臺灣     | 中華電信MOD    | 2023年                                                       | 分季度上架                                  |                        |
| 臺灣     | 巴哈姆特动画疯 | 2023年                                                       | 分季度上架                                  |                        |

## 外部連結
- 遊戲王SEVENS 東京電視網官方網站
- アニメ「遊☆戯☆王」公式的X（前Twitter）